# Le Tremblay-Omonville
Le Tremblay-Omonville es una localidad y comuna francesa situada en la región de Alta Normandía, departamento de Eure, en el distrito de Évreux y cantón de Neubourg.

## Demografía
| 138 | 144 | 187 | 199 | 241 | 270 |
| Para los censos de 1962 a 1999 la población legal corresponde a la población sin duplicidades (Fuente: INSEE [Consultar]) |     |     |     |     |     |